# Dactylokepon catoptri
Dactylokepon catoptri är en kräftdjursart som beskrevs av Stebbing 1910. Dactylokepon catoptri ingår i släktet Dactylokepon och familjen Bopyridae. Inga underarter finns listade i Catalogue of Life.